# Giuli Banfi
Giuli Banfi, conegut també com a Julius Banfi, fou un músic italià que morí vers l'any 1670.
Empresonat en alta mar per corsaris tunisians, assolí el favor del bei per la seva habilitat en l'execució del llaüt. Durant el temps del seu captiveri estudià l'art de la fortificació i l'artilleria, i més tard aconseguí el permís per traslladar-se a Espanya, on arribà a tinent general, sense que per aquest motiu abandonés la música.
És autor d'un cèlebre tractat titulat El mestre de guitarra (Milà, 1653).